# 清湖学堂
清湖社区学堂，简称清湖学堂，是一家位于深圳市龙华区龙华街道清湖社区的社区公益组织，2011年底成立，2019年关闭。创办人是来自广州、深圳、香港等地的大学生志愿者，主要在基层外来工聚居地做社区工作。
2019年5月8日，清湖社区学堂负责人李长江被警察带走，当月月底，清湖学堂发布公开声明主动关闭。

## 背景
清湖学堂所在的深圳市龙华区是当地的产业大区，有富士康厂区，居住了大量外来工，外来人口与本地人口比例却将近14∶1。城中村清湖村靠近富士康龙华工厂，其中2万居民里，大多数是富士康的工人。2010年，深圳富士康工厂发生工人连续坠楼事件，多数自杀工人都没留下明确的轻生原因。学者和劳工工作者分析，工人自杀与工作压力大、工厂管理文化和工作状况有关，媒体指流水线的工作程序使得工人像一个个智能机器人。

## 发展经过

#### 成立
清湖学堂创立于2011年年底，创办人和参与者都是大学生志愿者，主要来自北大深圳研究生院和香港高校，志愿者在每个周末为社区的外来工上课，课程内容包括演讲与口才、电脑、吉他以及英语等。清湖学堂位于清湖社区图书馆二楼，是一间80平方米左右的房间。
学堂由学生自发成立，并且以“接力”的方式在不同年级的学生中传递。在创办之初，北大深圳研究生院社会学学生在社会调查发现，湖社区多个工业园区聚集了数十万劳务工，其中近半是20岁以下的青工，他们普遍只受过初、高中教育，业余活动主要是上网。因此，学生基于“想为青工们做点什么”的想法，和清湖社区劳务工图书馆和清湖社区工作站合作，开设公益培训班。每个周末，学生会从学校来到清湖社区为工人上课。

#### 拓展活动
2012年至2014年，清湖学堂在周末课堂之外，设计了更多活动，包括：姐妹互助平台、办社区活动，建立社区服务平台、成立清湖学堂青工乐队、开设法律课堂和普法服务。在2012年至2014年，清湖学堂常设的课程和活动近20个，学生志愿者近50人，共计组织了培训课程220余节、知识讲座28堂、文化活动30余次，服务社区居民15000多人次。
青年工人会参与到清湖学堂的公益活动中，成为义工，电子厂工人李芳在清湖学堂课程中学习英语，两年后被一家外企录用，成为白领，之前在清湖学堂做助教，再后来成为义工老师。
到2016年，清湖学堂中稳定的青年工人义工约有150人。

#### 社区营造
2015年，清湖学堂实行会员制，即长期参与活动和认同团队的青年工人，可以从学员升级到会员，会员会交纳每月1元钱会费，到2016年，学堂会员约有150余人。会员在学堂运作名为“团结铺子”的消费合作社，主要产品是会员的家乡特产，例蜂蜜、红枣、花生等，售价会低于市场价，但是需要购入一定数量才可正式下单，整个消费合作社都由会员运营。
2016年清湖学堂的负责人李长江指，学堂不仅是公益平台，更像青年工人社区共同体，他认为在活跃学员人数足够多时，可以开设一家合作商店或者餐馆，将生活互助的概念真正变成实体经济来运作。

#### 关闭
2019年5月初，清湖学堂负责人李长江被警察带走。分析认为是因为政府持续打压工运，进一步窄化基层社区公益机构的生存。
2019年5月底，清湖学堂微信公众号发出正式关闭的声明，声明提及自3月开始，清湖学堂多个项目被迫结束、4月在富士康南门的社区学堂被关闭、5月负责人李长江被抓捕，学堂要求配合调查，场地关停，且一直未有来自官方的合理解释，因此清湖学堂决定主动关闭。

## 外部评价
香港理工大学中国社会工作研究中心副主任潘毅评价，清湖学堂的意义不在于青工学到多少知识，更在于给青工提供一个互相交流、发展自我的平台。